# Pseudarbelinae
De Pseudarbelinae zijn een onderfamilie van vlinders in de familie van de zakjesdragers (Psychidae).

## Geslachten
- Casana Walker, 1865
- Linggana Roepke, 1957
- Pseudarbela Sauber, 1902